# Priekule (Letònia)
Priekule és un poble de Letònia situat al municipi de Priekule (antigament Raion de Liepaja). Es troba a uns 200 km de Riga i de Liepaja a 40 km..

## Història
Priekule s'esmenta per primera vegada com una mansió fortificada el 1483 però només va començar a desenvolupar-se com a ciutat després de 1871 quan la via ferroviària entre Liepaja - Vílnius va ser construïda. El dret de ciutat li van ser concedits el 1928 pel govern de Letònia.